# Callia boliviana
Callia boliviana là một loài bọ cánh cứng trong họ Cerambycidae.